# Калинагский геноцид
Калинагский геноцид — геноцид, в результате которого было убито около 2000 калинаго английскими и французскими колонизаторами на острове Сент-Китс в 1626 году.

## История

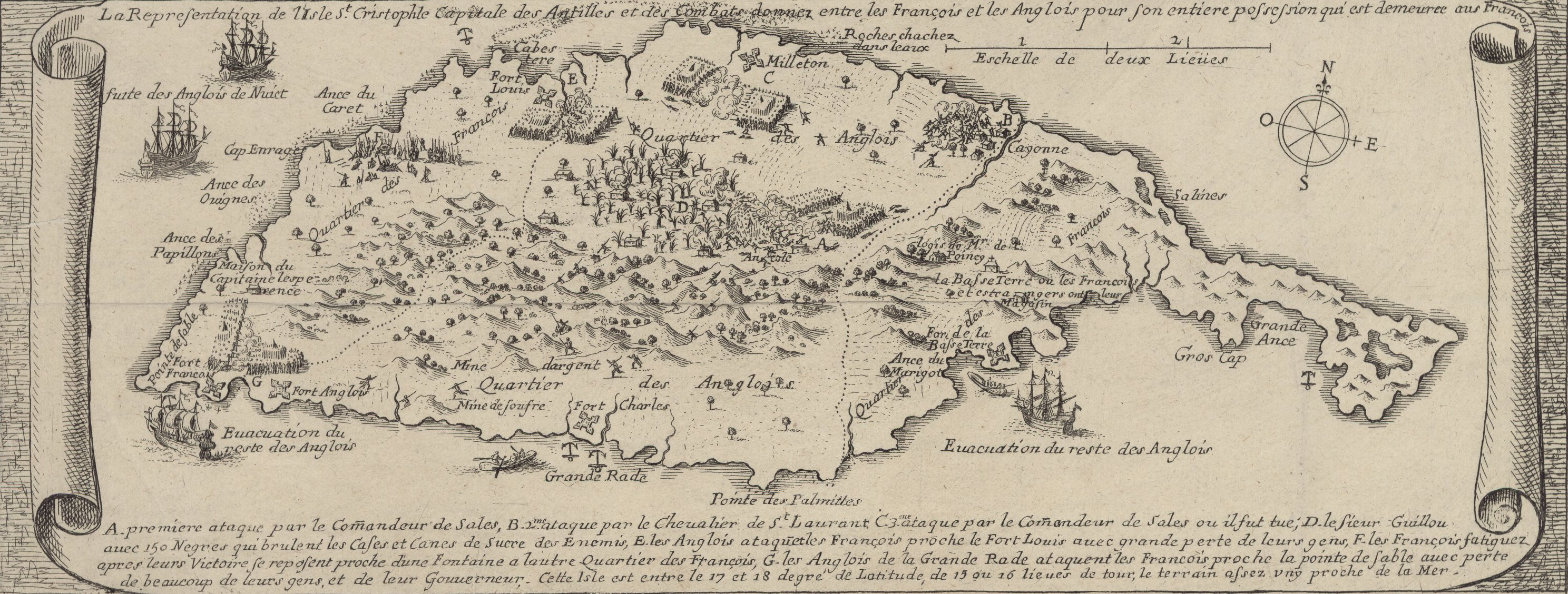
Карта Сент-Китса. Автор: Сент-Кристофер, 1666 год

Во время раннего XVII века вождь калинаго Оубуту Тегреманте начал беспокоиться из-за увеличения числа английских и французских колонизаторов, прибывающих на остров Сент-Китс. Вскоре поселенцы начали превосходить численностью калинаго и начали расчищать землю вокруг острова для создания ферм. В 1626 году Тегреманте якобы начал планировать массовое убийство всех европейских поселенцев на Сент-Китсе, опасаясь, что они полностью захватят остров. По слухам, он отправил гонцов в общины калинаго на других островах Вест-Индии, призывая их прибыть на остров на каноэ ночью для нападения на иностранцев. Однако женщина из племени по имени Барба сообщила сэру Томасу Уорнеру и Пьеру Белену д'Эснамбуку о плане Тегреманте. Взяв инициативу в свои руки: англичане и французы пригласили калинаго на праздник, где те напились. Когда калинаго вернулись в свою деревню, объединенные силы европейцев напали на них: убив 120 калинаго, включая Вождя, пока тот спал.
На следующий день около 4000 калинаго были изгнаны поселенцами в район Блади-Пойнт и Блади-Ривер, где позже началась битва.
Историк Винсент К. Хаббард оценивает, что 2000 калинаго были убиты, пытаясь сдаться. Описание резни Жаном-Батистом Дю Тертром сообщает о «кучах тел» калинаго после бойни. В битве также погибло 100 поселенцев, причем один французский поселенец сошел с ума после попадания отравленной стрелы от лучника калинаго и умер.
Историк Мелани Дж. Ньютон утверждает, что вера в заговор Тегреманте с целью убийства поселенцев основывалась на слабых разведданных. По мнению Ньютон, убеждение поселенцев в том, что калинаго нападут на них, было основано на популярных изображениях коренных жителей Вест-Индии как «каннибалов, которых в конечном итоге нужно уничтожить», а не на каких-либо реальных доказательствах заговора.

## Последствия
Оставшиеся калинаго бежали в горы, и к 1640 году те, кто не был порабощен европейскими поселенцами, были насильно переселены на Доминику. В последующие десятилетия европейского колониализма в Карибском бассейне население калинаго на других островах подвергалось дальнейшим массовым убийствам.
Немецкий юрист Андреас Бузер утверждал в 2016 году, что эти массовые убийства, включая те, что произошли на Сент-Китсе, могут быть расценены как геноцид в соответствии с Конвенцией о геноциде 1948 года. Эта история привела к восприятию, что «в Карибском бассейне не осталось коренных народов».